# Cleo Madison
Cleo Madison (Bloomington, 26 marzo 1883 – Burbank, 11 marzo 1964) è stata un'attrice, regista e produttrice cinematografica statunitense dell'epoca del muto.

## Galleria d'immagini

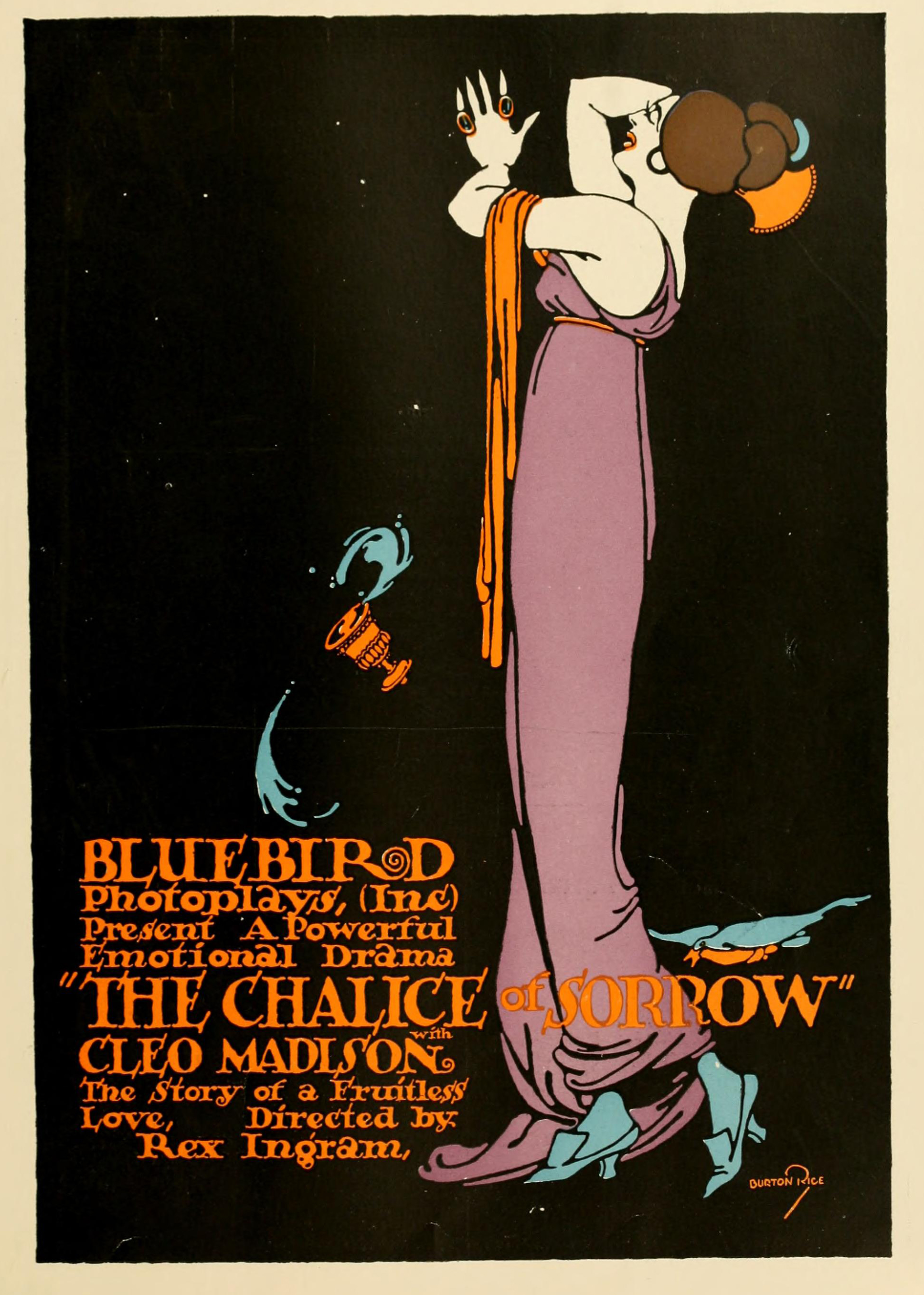
The Chalice of Sorrow (1916)
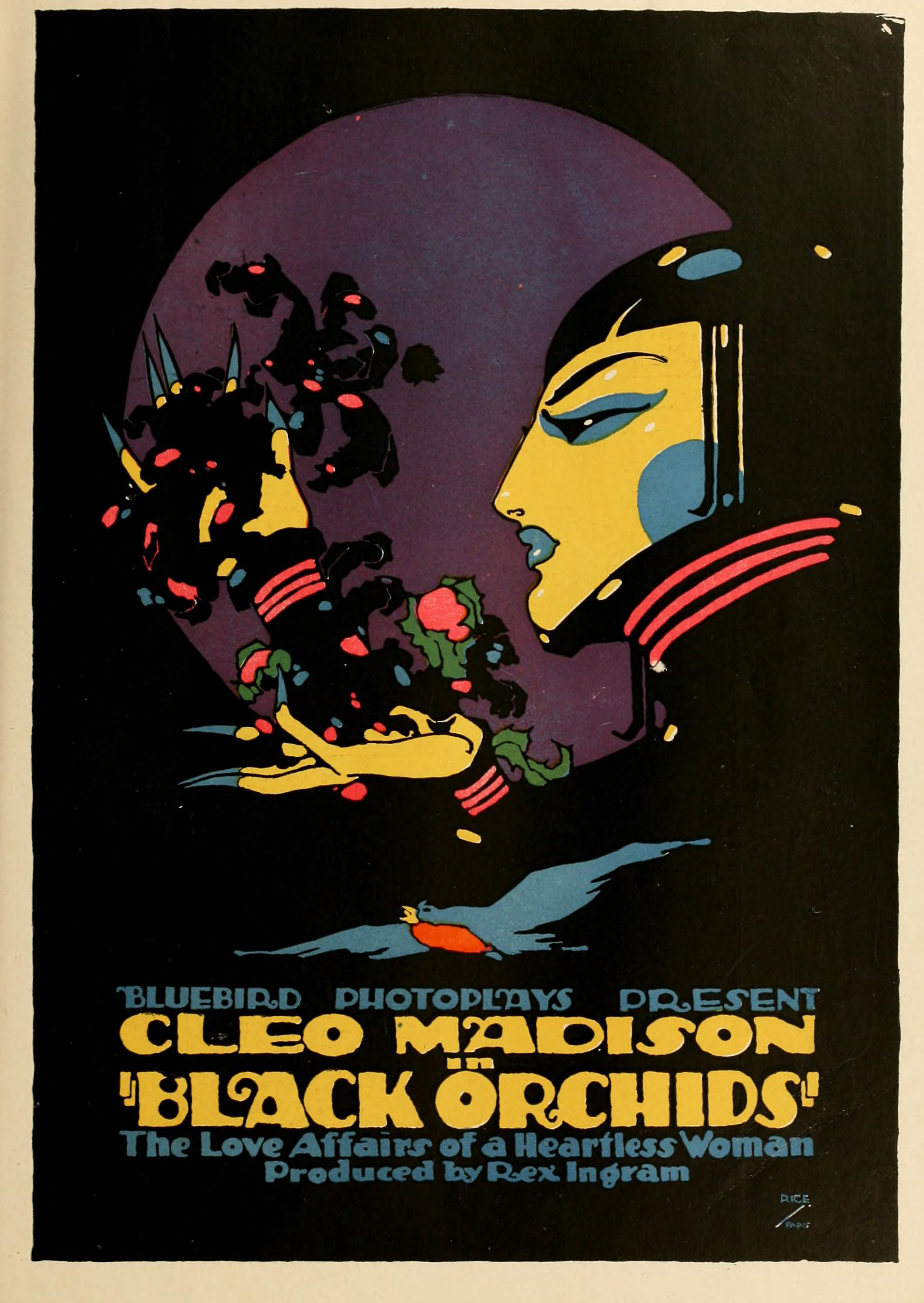
Orchidea nera (1917)

## Filmografia
La filmografia - basata su IMDb - è completa.

### Attrice
- The Trap, regia di Edwin August (1913)
- Shadows of Life, regia di Phillips Smalley e Lois Weber (1913)
- His Pal's Request (1913)
- Captain Kidd, regia di Otis Turner (1913)
- The Heart of a Cracksman, regia di Wallace Reid e Willis Robards (1913)
- Under the Black Flag, regia di Otis Turner (1913)
- Cross Purposes, regia di Wallace Reid e Willis Robards (1913)
- The Buccaneers, regia di Otis Turner (1913)
- The Gambler's Oath, regia di David Hartford (1914)
- The Deadline, regia di David Hartford (come David M. Hartford) (1914)
- The Dead End, regia di David Hartford (1914)
- The Law of His Kind, regia di Frank Lloyd (1914)
- Unjustly Accused, regia di David Hartford (1914)
- The Man Between (1914)
- Hearts and Flowers (1914)
- The Mexican's Last Raid, regia di Frank Lloyd (1914)
- The Acid Test (1914)
- The Balance
- Scooped by Cupid
- Sealed Orders, regia di Wilbert Melville (1914)
- Dolores D'Arada, Lady of Sorrow (1914)
- Samson, regia di J. Farrell MacDonald (1914)
- The Hills of Silence - cortometraggio (1914)
- The Strenuous Life, regia di Allen Curtis (1914)
- The Feud (1914)
- The Mystery of Wickham Hall - cortometraggio (1914)
- The Severed Hand, regia di Wilfred Lucas (1914)
- The Love Victorious
- The Trey o' Hearts, regia di Wilfred Lucas e Henry MacRae (1914)
- Flower of the Flames (1914)
- White Water
- The Sea Venture
- Dead Reckoning (1914)
- The Sunset Tide
- The Crack o' Doom
- Stalemate
- The Mock Rose
- As the Crow Flies
- Steel Ribbons
- The Painted Hills (1914)
- The Mirage] (1914)
- The Jaws of Death
- The First Law (1914)
- The Last Trump
- The Master Key, regia di Robert Z. Leonard - serial (1914)
- Damon and Pythias, regia di Otis Turner (1914)
- The Crystal
- The Sin of Olga Brandt, regia di Joseph De Grasse (1915)
- A Woman's Debt
- The Mystery Woman
- Haunted Hearts
- Their Hour
- Diana of Eagle Mountain
- The Mother Instinct, regia di Wilfred Lucas (1915)
- The Human Menace
- The Duchess, regia di W.T. McCulley (1915)
- A Wild Irish Rose
- The Whirling Disk
- The Faith of Her Fathers, regia di Charles Giblyn (1915)
- The Dancer, regia di Charles Giblyn (1915)
- Alias Holland Jimmy, regia di William V. Mong (1915)
- Jane's Declaration of Independence, regia di Charles Giblyn (1915)
- The People of the Pit, regia di Charles Giblyn (1915)
- The Flight of a Night Bird, regia di Charles Giblyn (1915)
- A Fiery Introduction, regia di Charles Giblyn (1915)
- The Cad, regia di Ben Wilson (1915)
- Extravagance, regia di Charles Giblyn (1915)
- Agnes Kempler's Sacrifice, regia di Hobart Henley (1915)
- The Pine's Revenge, regia di Joseph De Grasse (1915)
- The Fascination of the Fleur de Lis, regia di Joseph De Grasse (1915)
- Alas and Alack, regia di Joseph De Grasse (1915)
- A Mother's Atonement, regia di Joseph De Grasse (1915)
- Liquid Dynamite, regia di Cleo Madison (1915)
- The Ring of Destiny, regia di Cleo Madison (1915)
- The Power of Fascination, regia di Cleo Madison (1915)
- Her Defiance
- A Soul Enslaved, regia di Cleo Madison (1915)
- Her Bitter Cup, regia di Joe King e Cleo Madison (1916)
- Virginia, regia di Cleo Madison - cortometraggio (1916)
- Alias Jane Jones, regia di Cleo Madison (1916)
- When the Wolf Howls, regia di Cleo Madison (1916)
- A Dead Yesterday, regia di Charles Giblyn (1916)
- The Crimson Yoke, regia di Cleo Madison, William V. Mong (1916)
- Priscilla's Prisoner
- Cross Purposes, regia di William Worthington (1916)
- The Girl in Lower 9, regia di Cleo Madison e da William V. Mong (1916)
- Along the Malibu, regia di Cleo Madison e William V. Mong (1916)
- Triumph of Truth
- To Another Woman
- The Chalice of Sorrow, regia di Rex Ingram (1916)
- Eleanor's Catch
- Orchidea nera (Black Orchids), regia di Rex Ingram (1917)
- The Girl Who Lost
- The Sorceress (1917)
- The Web, regia di George Cochrane (1917)
- The Woman Who Would Not Pay
- The Flame of the West, regia di William V. Mong (1918)
- The Romance of Tarzan, regia di Wilfred Lucas (1918)
- Girl from Nowhere, regia di Wilfred Lucas e, non accreditata, Bess Meredyth (1919)
- The Great Radium Mystery
- The Price of Redemption, regia di Dallas M. Fitzgerald (1920)
- The Lure of Youth, regia di Philip E. Rosen (1921)
- Ladies Must Live, regia di George Loane Tucker (1921)
- A Woman's Woman
- The Dangerous Age
- Souls in Bondage, regia di William H. Clifford (1923)
- Gold Madness, regia di Robert Thornby (1923)
- Discontented Husbands
- The Lullaby
- Un uomo d'affari (True as Steel), regia di Rupert Hughes (1924)
- Unseen Hands
- The Roughneck, regia di Jack Conway (1924)

### Regista
- Liquid Dynamite (1915)
- The Ring of Destiny (1915)
- The Power of Fascination (1915)
- His Return
- Her Defiance
- A Soul Enslaved
- Her Bitter Cup, co-regia di Joe King (1916)
- Virginia - cortometraggio (1916)
- Alias Jane Jones (1916)
- When the Wolf Howls
- The Crimson Yoke, co-regia di William V. Mong (1916)
- Priscilla's Prisoner
- The Girl in Lower 9, co-regia di William V. Mong (1916)
- Along the Malibu, co-regia di William V. Mong (1916)
- Triumph of Truth
- To Another Woman
- Eleanor's Catch

### Produttrice
- Her Bitter Cup, regia di Joe King e Cleo Madison (1916)
- Virginia, regia di Cleo Madison - cortometraggio (1916)
- Alias Jane Jones
- When the Wolf Howls
- Eleanor's Catch

### Sceneggiatrice
- Her Bitter Cup, regia di Joe King e Cleo Madison (1916)
- Orchidea nera (Black Orchids), regia di Rex Ingram - storia (1917)

### Film o documentari dove appare Cleo Madison
- The Great Universal Mystery, regia di Allan Dwan (1914)